# السبع الطوال
سبع طوال في علوم القرآن، يقصد به: السور الطوال، وهي أطول سور القرآن، وهي أطول من سور المئين. والسور الطوال هي: البقرة، وآل عمران، والنساء، والمائدة، والأنعام، والأعراف، يونس، وهو القول المشهور، وبعضهم أدخل يونس بدل براءة، سيرًا على مصحف أبي بن كعب وابن مسعود، ومن فضائل هذه السور: عن عائشة، أن النبي ﷺ قال: (من أخذ السبع الأول فهو حبر)، وعن أبي هريرة قال: «ما صليت وراء أحد أشبه صلاة برسول الله ﷺ من فلان - قال سليمان راوي الحديث -: كان يطيل الركعتين الأوليين من الظهر، ويخفف الأخريين، ويخفف العصر، ويقرأ في المغرب بقصار المفصل، ويقرأ في العشاء بوسط المفصل، ويقرأ في الصبح بطول المفصل».
الطوال: وتسمى (الطُول)، وهو جمع طولى، يقال هي السورة الطولى، وهن السور الطُوَل، ومنه قرأت السبع الطُول.
تعريف الطوال: هي أطول سور القرآن، وهي أطول من سور المئين.

## تحديد السور الطوال في القرآن
فيه ثلاثة أقوال:
القول الأول: أنها البقرة وآل عمران والنساء والمائدة والأنعام والأعراف وبراءة، وهو القول المشهور.
القول الثاني: أنها البقرة وآل عمران والنساء والمائدة والأنعام والأعراف ويونس، وقد روي هذا القول عن ابن عباس، وورد عن سعيد بن جبير أنها يونس.
القول الثالث: أنها الكهف، وقد ورد عن ابن عباس أيضا.
فمن قال بأنها يونس: سار على ترتيب مصحف أبي بن كعب ومصحف عبد الله بن مسعود، فإنها في مصحفيهما هي السابعة في ترتيب السور الطوال، وأما الكهف فلا علة فيها إلا ما جاء في بعض الروايات.

## سبب اعتبار سورة براءة من الطوال
اعتبارها مع الأنفال سورة واحدة، حيث لم تكتب بينهما البسملة، والدليل عليه: عن يزيد الفارسي، قال: قال لنا ابن عباس: قلت لعثمان بن عفان: ما حملكم على أن عمدتم إلى الأنفال، وهي من المثاني وإلى البراءة، وهي من المئين فقرنتم بينهما، ولم تكتبوا بينهما سطر بسم الله الرحمن الرحيم، ووضعتموها في السبع الطوال، ما حملكم على ذلك؟ فقال عثمان: إن رسول الله ﷺ كان يأتي عليه الزمان تنزل عليه السور ذوات عدد، فكان إذا نزل عليه الشيء يدعو بعض من كان يكتبه، فيقول: (ضعوا هذه في السورة التي يذكر فيها كذا وكذا)، وتنزل عليه الآية فيقول: (ضعوا هذه في السورة التي يذكر فيها كذا وكذا)، فكانت الأنفال من أوائل ما نزل بالمدينة، وبراءة من آخر القرآن، فكانت قصتها شبيهة بقصتها، فقبض رسول الله ﷺ ولم يبين لنا أنها منها، فمن ثم قرنت بينهما، ولم أكتب بينهما سطر بسم الله الرحمن الرحيم.

## أصل ورود هذه القسمة
ينقسم القرآن إلى أربعة أقسام: السبع الطوال، المئين، المثاني، المفصل، وقد وردت هذه القسمة في الحديث النبوي، فعن واثلة بن الأسقع، قال: قال النبي ﷺ: (أعطيت مكان التوراة السبع الطوال، ومكان الزبور المئين، ومكان الإنجيل المثاني، وفضلت بالمفصل).

## من فضائل السبع الطوال
1.    عن عائشة، أن النبي ﷺ قال: (من أخذ السبع الأول فهو حبر).
2.   عن معبد الجهني أن النبي ﷺ قرأ بالسبع الطول في ركعة.

## قراءة السبع الطوال في الصلاة
كان النبي ﷺ يقرأ السبع الطوال في صلاة الليل، وذلك مبني على استحباب الإطالة في صلاة الليل، ومن ذلك: ما جاء عن حذيفة، قال: صليت مع النبي صلى الله عليه وسلم ذات ليلة، فافتتح البقرة، فقلت: يركع عند المائة، ثم مضى، فقلت: يصلي بها في ركعة، فمضى، فقلت: يركع بها، ثم افتتح النساء، فقرأها، ثم افتتح آل عمران، فقرأها، يقرأ مترسلا، إذا مر بآية فيها تسبيح سبح، وإذا مر بسؤال سأل، وإذا مر بتعوذ تعوذ، ثم ركع...
وعن أنس، قال: وجد رسول الله ﷺ ذات ليلة شيئا فلما أصبح قيل: يا رسول الله إن أثر الوجع عليك لبين قال: «أما إني على ما ترون قد قرأت البارحة بحمد الله السبع الطوال»
بل ثبت أن النبي ﷺ قرأ بعض السور الطوال في الفريضةـ، فقد قرأ الأعراف في صلاة المغرب، قال زيد بن ثابت لمروان بن الحكم: ما لي أراك تقرأ في المغرب بقصار السور، وقد رأيت رسول الله ﷺ يقرأ فيها بأطول الطوليين! قلت: يا أبا عبد الله ما أطول الطوليين؟ قال: الأعراف.